# サルファラーズ・ハーン
サルファラーズ・ハーン（Sarfaraz Khan, 1700年以降 - 1740年4月26日）は、東インドのベンガル太守（在位：1727年、1739年 - 1740年）。

## 生涯
1700年以降、サルファラーズ・ハーンはシュジャー・ウッディーン・ムハンマド・ハーンの長男として生まれた。
1720年から1726年にかけて、サルファラーズ・ハーンはベンガルのディーワーンであった。
1727年6月30日、サルファラーズ・ハーンの祖父であるベンガル太守ムルシド・クリー・ハーンがムルシダーバードで死亡した。その場にいた彼は太守として指名されており、7月1日には太守として即位した。
だが、その場にいなかった父シュジャー・ウッディーン・ムハンマド・ハーンはこれを認めず、その副官アリーヴァルディー・ハーンとともにムルシダーバードへと大軍を連れて向かった。
結局、同月ムルシド・クリー・ハーンの娘が混乱を避けるために二人を和解させ、サルファラーズ・ハーンは退けられ、父が太守となった。とはいえ、彼はサラファラーズ・ハーンを自身の後継者としていたことから、その後の父子関係は悪くはなかったようである。
12年後、1739年8月26日に父シュジャー・ウッディーン・ムハンマド・ハーンは死亡した。それより既に前、3月13日にサルファラーズ・ハーンは太守位を譲られていた。
だが、サルファラーズ・ハーンが待ち望んだその地位は、父の時代に力をつけた強力な部下である副官アリーヴァルディー・ハーンに狙われていた。70歳近いこの男は太守位の簒奪を図り、新たな王朝の創始を企てていた。
1740年4月26日、サルファラーズ・ハーンはアリーヴァルディー・ハーンをギリヤーで迎え撃ったが、部下のアーラム・チャンドに裏切られた。彼は必死に戦ったが、敵の銃弾が命中したために死亡した（ギリヤーの戦い）。